# Марш українських націоналістів
Марш українських націоналістів — пісня, створена на слова Олеся Бабія. Музику приписують Омеляну Нижанківському, хоча без вказання того в оригіналі питання є суперечливим. 1932-го затверджена Проводом Українських Націоналістів, керівним органом ОУН, як гімн організації.
"Зродились ми великої години" — гімн ОУН (Організація Українських Націоналістів). І саме він постав славнем усіх українських борців проти комуністів та нацистів із 1932 року, коли в окупованій Україні починався Голодомор та повним ходом йшли репресії.
За три роки до важкого 1932-го, в окупованій поляками частині України, український поет Олесь Бабій пише в ув’язненні вірша. Саме цей текст згодом Провід Українських Націоналістів визнав найкращим, а поета назвав "найвідомішим".
Олесь Йосипович Бабій, псевдонім "Хмелик" – доктор філософії, професор, воїн УСС та УПА, політв’язень, автор понад десятка поетичних книжок і викладач у американському університеті. Помер у самотині року 1975-го і був похований на кладовищі Чикаго.

## Що відомо про автора ГімнуОУН?[3]
Поки в УРСР будували "світле" майбутнє репресіями, у США при університеті працював поліглот, що знав до української ще англійську, німецьку, грецьку, латину і, кажуть, всі слов’янські мови. До і під час еміграції досліджував класичну літературу, любив німецьких символістів, був популярним літературним критиком та поетом, якого шанували, наприклад, культові зараз Олена Теліга та Євген Маланюк. А ще, кажуть, Олесь Бабій був і ще й яким денді, красивим чоловіком з почуттям смаку. І до всього — знаний боєць.
У бойові роки становлення України Олесь Бабій відвоював у легендарному легіоні УСС, потім УГА, де займався мобілізацією чоловіків. До речі, Олесь Бабій мав переможні бої: він звільняв Київ у 1919 році від більшовиків на чолі з Петлюрою, коли відстояли майже все Правобережжя. Під враженням Олесь тоді напише два вірші "На Київ!" і "Привіт Січовим Стрільцям", які згодом опублікували у військовій газеті "Стрілецька думка".
До речі, друкованих видань в українських вояків було чимало і під час першої світової, і другої. У кількох виданнях працював і Олесь Бабій, а за участь у знаменитому 1-му Конгресі Українських Націоналістів, виступу там та антипольські погляди Бабій опиняється у в’язниці і відбуває 4 роки тюремного ув’язнення. І саме там, у дрогобицькій в’язниці, постає текст "Зродились ми великої години".
А ще раніше Микола Євшан, друг, командир і літературознавець застерігав Бабія: "Може, з тебе будуть люди, але як не будеш у віршах плакати як баба. Ти ж — вояк".
І це про автора таких рядків:
"Бо плач не дав свободи ще нікому,
А хто борець, той здобуває світ".
Уже згодом, коли постало питання про власні символи, Провід Українських націоналістів, оголошує конкурс на гімн. І тут у конкурентній боротьбі перемогу здобуває текст Олеся Бабія "Зродились ми великої години".
Символи ОУН було затверджено у 1932 році. Але у тексті положень не додивилися, чи вказано всіх авторів. Так гімн ОУН, а згодом УПА був надрукований без автора музики. І хоча більшість науковців вказують на композитора, піаніста та органіста Омеляна Нижанківського, але тепер довести це авторство практично неможливо. Тому не дивуйтеся, якщо побачите десь зазначення, що музика народна.
Після гучної перемоги пісні, але з наближенням до рідного села, де воював Олесь Бабій, він зникає з поля зору репресивних радянських органів. Згодом, в еміграції, автор тексту однієї із найгучніших пісень спротиву відійде від активної боротьби. Саме так і тому його родині в Україні вдалось вціліти — радянські каральні органи вважали Олеся Бабія мертвим, тому родину не репресували.
Провід Українських націоналістів, керівний орган ОУН, згодом УПА у 1932 році своїм рішенням затвердив символи ОУН, зокрема герб та гімн: "Із надісланих проектів тексту гімну ОУН принято проект, поданий одним із наших найвизначніших поетів (Олесем Бабієм), що запроторений у ворожій тюрмі. Нагороджений проєкт переходить на власність Проводу Українських Націоналістів".
"Зродились ми великої години" — один із найцитованіших творів в історії української музики, як би не намагались його заборонити. Один із перших, класичних варіантів виконання зберігається у Лондоні, в архіві ОУН. Виконавців у цьому записі не вказано.
Гімн звучить і з уст ветеранів УПА, і у дитячому виконанні, його виконують у рок-версії, акапелла, у жіночому варіанті.
А майже рівно століття по першому звучанні гімну УПА, у ХХІ столітті, під час нової російсько-української війни, у 2018 році модернізований текст став офіційним маршем нової української армії.
З молитвою націоналіста в тексті, яскравим відео, із зірковим складом виконавців, — Олег Скрипка, Іван Леньо, Сашко Положинський, Фома, Фагот, Тарас Компаніченко, Тарас Чубай та почесна варта — від запису до випуску кліпу минуло 24 дні.

## Цікаві факти
- У Києві з 2021 року є вулиця Олеся Бабія, автора гімну "Зродились ми великої години".
- На президентському сайті зареєстровано петицію щодо заміни славня України на гімн УПА як більш мелодичного і не гіршого за "Ще не вмерла України". За час збору підписів зібрано 9 голосів.
- Наймасовіше виконання "Зродились ми великої години" відбулося до 76-ї річниці створення УПА. Понад 8 тисяч учасників виконали славень, чим встановили національний рекорд.
- Навесні 2022 року на початку повномасштабного вторгнення Росії на Україну, підчас запеклої оборони Маріуполя та Азовсталі в підвалах заводу, де перебували українські воїни,їх підбадьорювала своїм співом військова-парамедик Катерина Поліщук на позивний «Пташка». Зокрема, вона зі зброєю в руках співала гімн ОУН УПА “Зродились ми великої години” у колі побратимів. Ролик, не дивлячись на майже неможливий зв'язок в Маріуполі, вдалося викласти в інтернет, де він миттєво поширився соцмережами, а разом з цим підкорив серця мільйонів українців.

## Текст
Зродились ми великої години,
З пожеж війни і з полум'я вогнів,
Плекав нас біль по втраті України,
Кормив нас гнів і злість на ворогів.

І ми йдемо у бою життєвому,
Тверді, міцні, незламні, мов граніт,
Бо плач не дав свободи ще нікому,
А хто борець – той здобуває світ.

Не хочемо ні слави, ні заплати.
Заплата нам – це радість в боротьбі,
Солодше нам у бою умирати,
Як жити в путах, мов німі раби.

Доволі нам руїни і незгоди,
Не сміє брат на брата йти у бій.
Під синьо-жовтим прапором свободи
З'єднаєм весь великий нарід свій.

Велику правду для усіх єдину
Наш гордий клич народові несе:
Вітчизні ти будь вірний до загину!
Нам Україна вища понад все!

Веде нас в бій борців упавших слава.
Для нас закон найвищий – то наказ:
Соборна Українськая держава
Вільна й міцна від Сяну по Кавказ.

## Вплив
24 серпня 2018 року адаптований до сучасних українських умов варіант пісні став маршем українського війська на параді до дня Незалежності України. Також тут вперше було офіційно використано вітання «Слава Україні!» — «Героям Слава!».
Ініціаторами створення для українського війська стройової пісні на основі тексту Олеся Бабія стали українські музиканти Олег Скрипка (лідер гурту «Воплі Відоплясова») та Іван Леньо (Kozak System). Зробили вони це разом з іншими українськими виконавцями-патріотами — Сашком Положинським («Тартак»), Фомою («Мандри»), Тарасом Компаніченком («Хорея Козацька»), Фаготом («Танок на майдані Конґо»), Сергієм Василюком («Тінь Сонця») і Тарасом Чубаєм («Плач Єремії»).

### Додаткова інформація
- Тематика:Історія, Музика, Політика
- Місце зберігання:Архів ОУН в УІС - Лондон
- Фонд:Ф.31
- оп.1
- од.зб.2, од.обл.1.
- Фондоутворювач:ОУН
- Автор/укладач:Бабій О., Нижанківський О.
- Фізичний стан:Добрий
- Спосіб створення:Аудіо
- Спосіб відтворення:Оригінал

Опубліковано в Аудіодокументи (Ф.31)

### Відео
- Зродились ми великої години — Марш Нової Армії [Архівовано 8 червня 2018 у Wayback Machine.] // Олег Скрипка, Тарас Компаніченко, Сергій Василюк, Тарас Чубай та інші, 2017
- Зродились ми великої години [Архівовано 16 лютого 2017 у Wayback Machine.] // Тінь Сонця, 2016
- Англійською мовою: We were born at the crucial hour [Архівовано 21 березня 2022 у Wayback Machine.] // Володимир Дейнеко, 2022